# Bois-Grenier Communal Cemetery
Le cimetière « Bois-Grenier Communal Cemetery » est un cimetière de la Première Guerre mondiale situé à Bois-Grenier (Nord). Le cimetière est entretenu par la Commonwealth War Graves Commission.

## Victimes
| Pays        | Victimes |
| ----------- | -------- |
| Royaume-Uni | 119      |
| Canada      | 2        |
| Total       | 121      |

## Coordonnées GPS
50° 39′ 03″ nord, 2° 52′ 30″ est